# Лі Лянцзо
Лі Лянцзо (кит.: 李諒祚; піньїнь: Li Liangzuo), храмове ім'я Їцзун (кит.: 毅宗; піньїнь: Yizong; 5 березня 1047 — січень 1068) — другий імператор Західної Ся.

## Основні історичні віхи
Лі Лянцзо народився 05.03.1017. На момент смерті батька мав всього один рік від народження і посів імператорський трон за правом найстаршого сина попереднього імператора, тому що усі його старші брати були або убиті, або страчені, чи померли. Регентом і фактичним правителем Західної Ся стала його мати, остання вдова попереднього імператора Лі Юаньхао.
У 1049 році Династія Ляо розпочала військову кампанію проти Західної Ся, в результаті чого Сі Ся, зберігаючи умовну незалежність, стала її штатом на правах васала.
У 1056 вдову Лі Юаньхао було вбито, і регентом Лі Лянцзо та фактичним правителем став його дядько.
В результаті заколоту, піднятого 1061-го дядьком Лі Лянцзо та його двоюрідним братом, ними було встановлено контроль над Західною Ся.
Після досягнення повноліття протягом свого правління Лі Лянцзо розширив і вдосконалив центральну адміністративну систему, увівши посаду помічника міністра та ряд інших посад, вдосконалив систему армійського управління, підсилив свій вплив і владу над віддаленими територіями, що посилило економічну, військову і політичну владу імператора.
Опираючись на зрослу військову потугу, розпочав військову компанію проти Династії Сун, здійснюючи набіги на їх поселення. Підкорив тибетських лідерів, розширюючи імперію на захід.
Пізніше розпочав налагоджувати дипломатичні відносини із Династіями Сун та Ляо, зменшивши збитки і втрати від ведення військової кампанії.

## Смерть імператора
Раптово помер у 1067 році у 20-річному віці. Був похований у мавзолеї Аньлін (спрощ.: 安陵; піньїнь: Ān líng) пантеону Західної Ся. Посмертне ім'я Чжаоїн Хуанді (спрощ.: 昭英皇帝; піньїнь: Zhāoyīng Huángdì).

## Девізи правління
- Яньсінінґо (延嗣寧國) 1049
- Тяньючуйшен (天祐垂聖) 1050—1052
- Фушенчендао (福聖承道) 1053—1056
- Дуоду (奲都) 1057—1062
- Ґунхуа (拱化) 1063—1067